# KMW Wilhelmshaven
KMW Wilhelmshaven war ein Sportverein aus Wilhelmshaven. Die erste Fußballmannschaft spielte zwei Jahre in der erstklassigen Gauliga Weser-Ems.

## Geschichte
Der Verein wurde im Jahre 1936 als Betriebssportgemeinschaft der Kriegsmarinewerft Wilhelmshaven gegründet. Sieben Jahre später wurde die Mannschaft in die neu geschaffene Gruppe Oldenburg-Friesland der Gauliga Weser-Ems aufgenommen. Dort belegte die Mannschaft den vorletzten Platz und kassierte beim Staffelsieger Wilhelmshaven 05 eine 2:18-Niederlage. In der folgenden Saison 1944/45 trug KMW noch drei Spiele aus, die allesamt verloren wurden. Mit dem Ende des Zweiten Weltkrieges wurde der Verein aufgelöst.